# (15372) Agrigente
(15372) Agrigente, désignation internationale (15372) Agrigento, est un astéroïde de la ceinture principale.

## Description
(15372) Agrigente est un astéroïde de la ceinture principale. Il fut découvert par Eric Walter Elst le 8 octobre 1996 à l'ESO. Il présente une orbite caractérisée par un demi-grand axe de 3,49 UA, une excentricité de 0,0971 et une inclinaison de 4,43° par rapport à l'écliptique.
Il fut nommé d'après la ville d'Agrigente en Sicile.

## Compléments